# Angella
Az Angella női név az Angéla alakváltozata.

## Rokon nevek
Angyalka, Angyal, Angéla, Angelika, Angelina, Andelina, Andelin

## Gyakorisága
Az újszülöttek körében az 1990-es évekbeni előfordulásáról nincs adat. A 2000-es és a 2010-es években sem szerepelt a 100 leggyakrabban adott női név között.
A teljes népességre vonatkozóan az Angella sem a 2000-es, sem a 2010-es években nem szerepelt a 100 leggyakrabban viselt női név között.